# Justicia gibsoniae
Justicia gibsoniae là một loài thực vật có hoa trong họ Ô rô. Loài này được Bennet & S. Chandra mô tả khoa học đầu tiên năm 1982.